# مكتبة هيريفورد كاثدرال
مكتبة هيريفورد كاثدرال هي مكتبة الإقراض اللاهوتية والمرجعية العاملة في هيريفورد كاثدرال، هيريفورد، إنغلاند؛ كما يحمل الكتب والمخطوطات ذات الأهمية الكبرى لتاريخ مقاطعة هيريفوردشاير. مكتبة هيريفورد كاثدرال هي أيضا معروفة بكتبها المتسلسلة لأنها المكتبة الوحيدة من هذا النوع للبقاء على قيد الحياة مع كل السلاسل والقضبان والأقفال لا تزال سليمة.

## التاريخ

### القرنين السادس عشر والسابع عشر
في عهد إليزابيث الأول، في عام 1582، وجدت لجنة تحقق في الكاتدرائية أن المجموعة، التي تم جمعها منذ القرن الثاني عشر، كانت سيئة التنظيم وضعيفة. في عام 1590 تم نقل المكتبة بأكملها إلى كنيسة سيدة، وفي عام 1611 تأسست مكتبة سلسلة (مع الكتب في مخطوطة بالسلاسل إلى أماكنهم) من قبل توماس ثورنتون. ثورنتون، الذي كان شريعة هيريفورد من 1583 فصاعدا ونائب رئيس جامعة أكسفورد في 1583 و 1599، وكان أول من سلسلة الكتب في المكتبة. ولى ويليام بروستر المجموعة إلى كلية سانت جون، أكسفورد. تمت إضافة العديد من الكتب في القرن السابع عشر وفي عام 1678، انضمت المجموعة من الكلية اليسوعية في سوم، لانروثال، ويلز، إلى المكتبة عندما أغلقت الكلية بعد غزو جون أرنولد من مونموثشير.

### القرنين التاسع عشر والعشرين
في 1840s، خضعت الكاتدرائية أعمال الترميم كبيرة والكتب والأرفف كان لابد من إزالتها من كنيسة سيدة. تم تقسيمها بين شمال ترانزيبت ومكتبة العميد ليه الفيكتوري. في عام 1854، تم تعيين فرانسيس تيبس هافرجال نائبا للمكتبة وقام بتحسين كبير في المكتبة وأولت الاهتمام بالتفاصيل مثل درجة حرارة الغرفة والنظافة. B. ستريتر كان مسؤولا عن تغيير كبير في تنظيم المكتبة كما كان أمناء المكتبات مثل لانغتون E. براون ومود بول من عام 1897 فصاعدا. عملت بول في المكتبة لأكثر من خمسين عاما حتى وفاتها في عام 1951. لسنوات، قام الباحث البارز، كانون ويليام وولف كابيس (1834-1914)، بتصنيف السجلات داخل المكتبة؛ قام بطباعة مجلد يحتوي على سجلات مبكرة، وعرضه على أعضاء جمعية كانتيلوب. من المهم أيضا في تاريخ المكتبة فريدريك تشارلز مورغان (توفي عام 1978، البالغ من العمر 100) وابنته بينيلوبي (1976-90). F. مورغان أشرف على مشروع الفهرسة لعام 1927 فصاعدا، بعد تبرع من صندوق دين ليه. وقد خلف ابن شقيقه بول كمكتبة فخري من قبل بينيلوب مورغان الذي ظل في منصبه حتى عام 1989.
- خلال الحرب العالمية الثانية، مابا موندي (أكبر خريطة من القرون الوسطى معروفة أن لا تزال موجودة) وغيرها من المخطوطات القيمة من فترة القرون الوسطى تم الاحتفاظ بها في مكان آخر في أمان وعاد إلى المجموعة في عام 1946. في عام 1988 تم اقتراح بيع مابا موندي وأثارت بعض المعارضة. وفي أعقاب تبرع من السير بول جيتي، وهبة من الصندوق التذكاري للتراث الوطني، افتتح مبنى جديد في 3 أيار / مايو 1996 لإيواء جزء من المجموعة.

## مجموعة

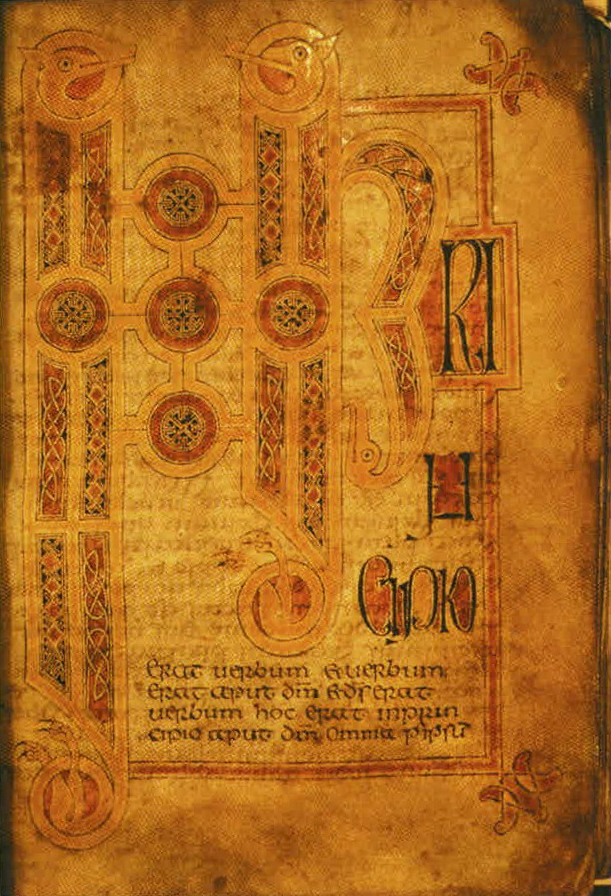
الأناجيل هيريفورد، حوالي 780، مما يدل على إنجيل يوحنا

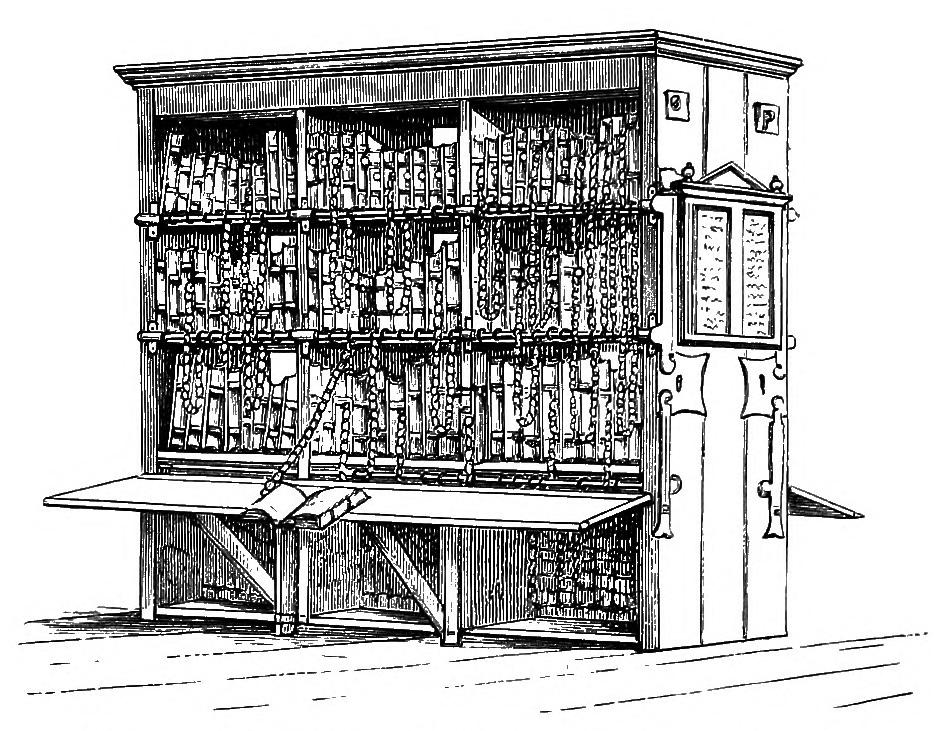
رفوف الكتب من مكتبة هيريفورد الكاتدرائية

.معظم الكتب في جمع التاريخ إلى حوالي 1100. أقدم حجم في المكتبة، هيريفورد الأناجيل في الأحرف الأنجلو ساكسونية، ويعود إلى حوالي عام 780 وكان الكتاب الوحيد للبقاء على قيد الحياة النار 1055. تم جمع العديد من الكتب والمخطوطات من هيريفوردشاير، مع العديد من تلك من القرن 14 فصاعدا تتعلق قانون المحافظة. لعدة قرون تم تخزين الكتب في الخزائن أو صدورهم خشبية حتى أنشئت أول غرفة مكتبة، في الدير الجنوبي الغربي للكاتدرائية، في القرن 15
تحتوي المكتبة أساسا على كتب قديمة في مخطوطات مقيدة بالسلاسل إلى أماكنها، وبعضها عينات دقيقة من الكتابة اليدوية القديمة، تحتوي على رسوم توضيحية جميلة بالذهب واللون. المكتبة لديها القديمة هيريفورد أنتيفوناري المحفوظة جيدا من القرن 13th. وهناك كنز آخر هو عتيقة قديمة من خشب البلوط، ورسخ إلى الكاتدرائية من قبل كانون راسل، وقد تم الحصول عليها من أسرة الكاثوليكية الرومانية التي كانت في حوزتها منذ فترة طويلة. وتغطيها لوحات النحاس مضافين مع ليموج المينا تمثل القتل وإنتومبنت من سانت توماس من كانتربري. وتمتلك المكتبة حوالي 229 مخطوطة، معظمها لاهوتية، ترجع إلى الفترة من القرن الثامن إلى القرن السادس عشر. وبصرف النظر عن الأناجيل هيريفورد، هو ويكليفيت الكتاب المقدس والقرن ال 13 هيرفورد بريفياري - النسخة الوحيدة على قيد الحياة
.
تضم مكتبة شيند حوالي 1500 كتاب قديم في مجموعتها التي يرجع تاريخها أساسا إلى أواخر القرن الخامس عشر وحتى أوائل القرن التاسع عشر، على الرغم من أن لديها حوالي 56 كتابا نشرت قبل 1500.  الجزء الأكبر من مجموعة من الكتب على علم اللاهوت، الكتاب المقدس والكنيسة الدراسات والقانون. وبصرف النظر عن المجلدات ال 150، المؤرخة إلى القرنين السادس عشر والسابع عشر، من المكتبة اليسوعية في لانروثال، تلقت، في عام 1925، 242 مجلدا عن اللاهوت من بول فولي من ستوك إديث هاوس، وفي عام 1978، 260 مجلدات مطبوعة بين 1494-1782 من مكتبة سيدة سيدة هوكينز في كينغتون. وقد تلقت المكتبة أيضا العديد من التبرعات الصغيرة الأخرى على مر السنين، وكشف عن نظرة هامة في تاريخ المقاطعة والممارسات الكنسية داخله. تحتوي المجموعة أيضا على المخطوطات الموسيقية المستخدمة في كاتدرائية هيريفورد بين أواخر القرن السابع عشر والقرن التاسع عشر، وحوالي 9000 قطعة مطبوعة بعد عام 1850، بالإضافة إلى قسم التاريخ المحلي
.

## فهرس
ملاحظات